# Christine Murrell

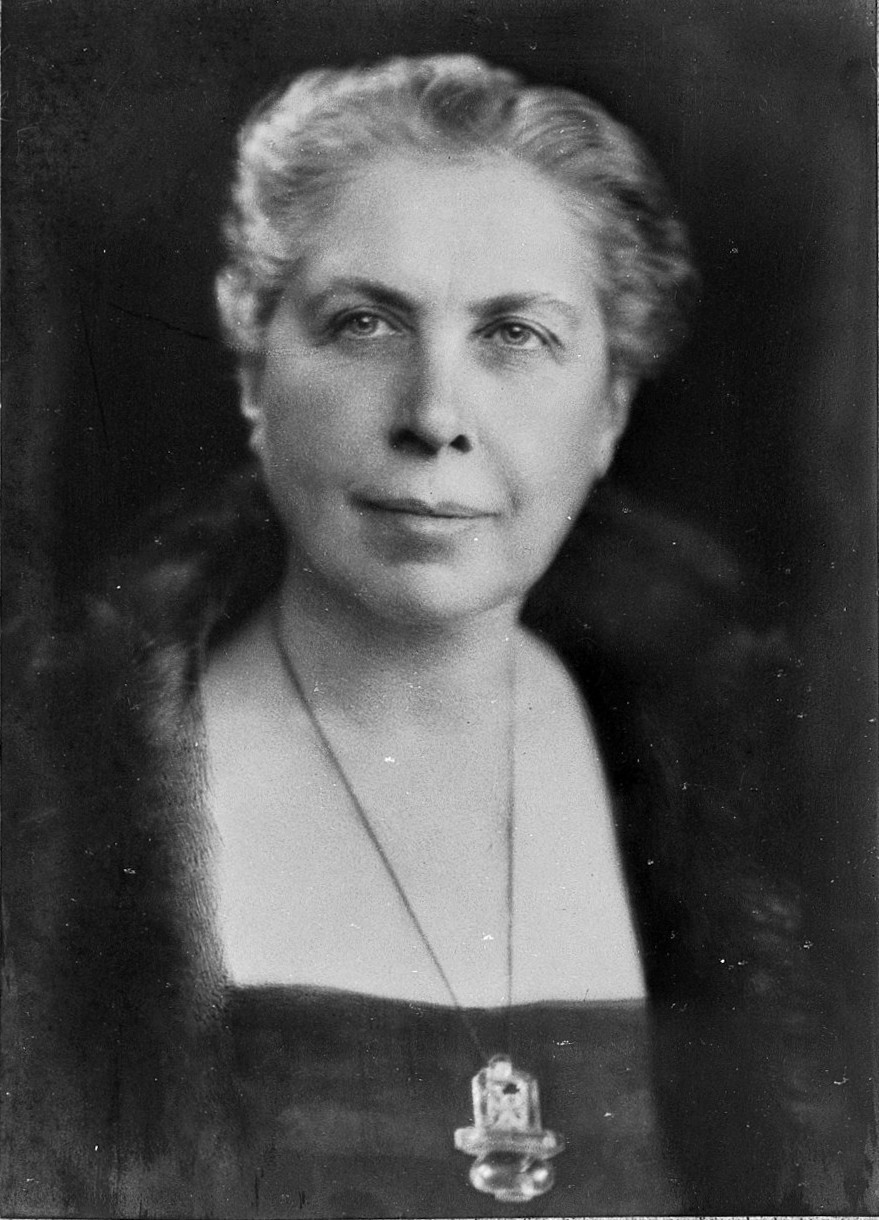
Christine Murrell, ca. 1926

Christine Mary Murrell (* 18. Oktober 1874 in London; † 18. Oktober 1933 ebenda) war eine englisch-britische Ärztin und Frauenrechtlerin. 1924 wurde sie als erste Frau in das Central Council der British Medical Association gewählt. Im September 1933 wurde sie als erste Frau Mitglied des General Medical Council. Aufgrund ihres frühen Todes konnte sie den Sitz nicht einnehmen und Hilda Lloyd wurde 1933 die erste Frau in diesem Gremium.

## Leben
Murrell wurde als einzige Tochter des Kohlehändlers Charles Murrell und seiner Frau Alice Elizabeth Rains geboren. Sie besuchte die Clapham High School for Girls und die London School of Medicine for Women und erwarb 1899 den Bachelor of Medicine, Bachelor of Surgery (MBBS). Zu Beginn ihrer Karriere arbeitete sie in verschiedenen Positionen in Northumberland und Liverpool, bevor sie nach London zurückkehrte, um am Royal Free Hospital zu arbeiten, wo sie als zweite Frau als Krankenhausärztin tätig war. 1903 eröffnete sie mit ihrer Freundin Elizabeth Honor Bone eine Privatpraxis in Bayswater. Murrell erwarb 1905 einen Doktortitel in Psychologie und Geisteskrankheiten an der Universität London. Ab 1907 leitete sie 18 Jahre lang eine von der St. Marylebone Health Society in Lisson Grove betriebene Säuglingsfürsorgeklinik.
Murrell war auch eine Aktivistin für die Rechte der Frauen und engagierte sich vor dem Ersten Weltkrieg in der Frauenwahlrechtsbewegung. Neben ihrer Teilnahme an Protesten und Versammlungen kümmerte sie sich vor allem auch fachlich um Frauen, die nach dem sogenannten Cat and Mouse Act aufgrund von gesundheitlichen Problemen temporär entlassen wurden. Während des Krieges diente sie im Women's Emergency Corps und wurde dessen Vorsitzende.
Murrells wichtigster gesellschaftlicher Beitrag war ihr Einsatz für die Chancengleichheit von Frauen. Sie vertrat die Ansicht, dass das mangelnde Wissen der Frauen über ihre eigene Physiologie und Gesundheit sie zu der irrigen Annahme verleitet, ihre „Behinderungen“ seien natürlich. Sie hielt daher 20 Jahre lang öffentliche Vorträge über die Gesundheit von Frauen beim London County Council und veröffentlichte 1923 eine Reihe von Vorträgen unter dem Titel Womanhood and Health. Im Jahr 1925 führte sie zusammen mit Letitia Fairfield eine Untersuchung über die Erfahrungen von Mädchen mit der Menstruation durch; die Ergebnisse wurden 1930 in The Lancet veröffentlicht.
Murrell war in verschiedenen Ausschüssen der British Medical Association tätig und wurde 1924 als erste Frau in das Central Council gewählt, dem sie neun Jahre lang bis zu ihrem Tod angehörte.  Von 1926 bis 1928 war sie die fünfte Präsidentin der Medical Women's Federation. Im September 1933 wurde sie als erste weibliche Vertreterin in das General Medical Council gewählt, starb jedoch am 18. Oktober 1933, bevor sie ihr Mandat antreten konnte.